# 魏元
魏元，字景善，山東承宣布政使司東昌府朝城縣人。明朝官員、進士出身。

## 生平
英宗天順元年（1457年），登丁丑科進士，授禮科給事中。憲宗成化年間，彈劾萬貴妃兄弟驕橫。成化四年，慈懿太后崩，憲宗打算另擇葬地（英宗遺願是與慈懿太后同葬），魏元與同官三十九人上疏抗章極諫，御史康永韶亦與同官多人爭取，眾官伏哭文華門，最後憲宗同意他們的主張。之後累升為都給事中，出任福建右參政，巡視海道有政績。母喪丁憂，除服后啟用江西參政，死於任上。